# Monte Nuvolone
A Monte Nuvolone egy hegy az olaszországi Lombardiában, Bellagiótól délre. Magassága 1085 méter. Kedvelt kirándulóhely, amit nem utolsósorban annak köszönhet, hogy tetejéről szép kilátás nyílik a Comói-tóra.